# Sierżant sztabowy
Sierżant sztabowy – podoficerski stopień wojskowy pomiędzy starszym sierżantem a starszym sierżantem sztabowym.
Odpowiednik bosmana sztabowego w Marynarce Wojennej.
W SZ RP stopień został wycofany w 2004 r., pozostał jako stopień służbowy w SG, SW, ABW, AW, SKW, Policji.
W Siłach Zbrojnych PRL należał do grupy podoficerów starszych.
Podoficerowie zawodowi, żołnierze rezerwy oraz osoby niepodlegające obowiązkowi służby wojskowej posiadający stopień wojskowy sierżant sztabowy (bosman sztabowy) zostali mianowani z dniem 1 stycznia 2014 roku na stopień młodszy chorąży (młodszy chorąży marynarki).

## Oznaczenie
W myśl Przepisu Ubioru Polowego Wojsk Polskich r. 1919 naramienniki kurtki i płaszcza oszyte dokoła wzdłuż wolnej krawędzi taśmą karmazynową wełnianą o szerokości 1 cm
Zgodnie z przepisami ubiorczymi żołnierzy Wojska Polskiego z 1972 roku sierżant sztabowy nosił na przodzie otoku czapki garnizonowej haftowaną bajorkiem oznakę w kształcie litery "V" skierowaną kątem w dół, o ramionach długości 3,3 cm i szerokości 5 mm, oraz pasek długości 2,5 cm i szerokości 5 mm, bezpośrednio umieszczony poziomo pod znakiem litery "V".
Naramiennik obszyty wokół taśmą szerokości 8 mm z wyjątkiem wszycia przy rękawie; na naramiennikach wewnątrz obszycia – znak w kształcie litery "V" (krokiewka). Rozwarcie ramion krokiewki w kierunku guzika naramiennika – pod kątem 60 st; odległość od wszycia rękawa do wierzchołka krokiewki 2 cm, oraz bezpośrednio pod oznaką pasek poprzeczny, równoległy do wszycia rękawa.